# 中山忠親
中山 忠親（なかやま ただちか）は、平安時代末期から鎌倉時代初期にかけての公卿。藤原北家師実流（花山院家）・藤原忠宗の三男。官位は正二位・内大臣。中山内大臣・堀河内大臣と号した。中山家の始祖。

## 経歴
保延6年（1140年）、従五位下となる。蔵人、近衛少将・中将、蔵人頭を歴任。長寛2年（1164年）に参議、仁安2年（1167年）に従三位権中納言、さらに右衛門督・検非違使別当となる。兄・藤原忠雅と同様に平氏一門と親しく、平徳子の中宮権大夫・建礼門院別当として仕えた。後白河法皇の院庁別当にも名を連ね、有職故実に明るく「年来礼儀作法の道を営む、当時頗るその褒（ほまれ）あり」と評された。治承三年の政変では、解官された甥・花山院兼雅に代わって春宮大夫となる。
寿永2年（1183年）正月に正二位・権大納言となるが、同年7月に平氏一門が都落ちした後は昇進が停滞する。文治元年（1185年）12月、源頼朝から有職の公卿であることを評価されて、議奏公卿に推挙された。建久2年（1191年）に内大臣に就任。建久5年（1194年）に出家して静和と号した。翌年3月に薨御。享年65。
晩年には洛東の中山（現在の左京区黒谷町から岡崎周辺）に別宅を構えたことから中山内府（内大臣）の名があり、後の家名ともなった。
日記に『山槐記』がある。また『水鏡』の作者にも擬せられる。

## 官歴
※日付＝旧暦
- 保延6年（1140年）正月6日：従五位下（叡子内親王給）
- 久安5年（1149年）4月9日：左衛門佐
- 久安6年（1150年）5月24日：蔵人
- 久安7年（1151年）
  - 正月6日：従五位上
  - 改元して仁平元年4月22日：解官（斎院御禊前駆を勤めず）
  - 9月4日：蔵人に還任
- 仁平2年（1152年）9月9日：正五位下
- 仁平4年（1154年）正月23日：播磨権介
- 久寿2年（1155年）
  - 7月23日：蔵人を辞任（近衛天皇崩御）
  - 8月25日：蔵人に還任
- 久寿3年（1156年）4月6日：右少将
- 保元2年（1157年）正月24日：尾張権介
- 保元3年（1158年）5月21日：左近衛中将
- 保元4年（1159年）正月6日：従四位上
- 平治2年（1160年）
  - 正月5日：正四位下（中宮・姝子内親王御給）
  - 改元して永暦元年10月3日：蔵人頭
- 応保2年（1162年）2月19日：中宮権亮（中宮・藤原育子）
- 応保3年（1163年）正月24日：因幡権守兼任
- 長寛2年（1164年）正月21日：参議に補任。左中将・中宮権亮・因幡権守如元
- 仁安2年（1167年）
  - 正月28日：従三位
  - 正月30日：備前権守兼任
  - 2月11日：権中納言
- 仁安3年（1168年）3月11日：正三位
- 安元2年（1176年）正月3日：従二位（建春門院御給）
- 安元3年（1177年）正月24日：右衛門督。検非違使別当兼帯
- 治承2年（1178年）7月26日：中宮権大夫（中宮・平徳子）
- 治承3年（1179年）
  - 正月19日：右衛門督・検非違使別当を辞任
  - 11月17日：春宮大夫（東宮・言仁親王）
- 治承4年（1180年）
  - 正月20日：正二位（東宮御着袴）
  - 2月21日：春宮大夫を辞任（安徳天皇践祚）
- 養和元年（1181年）11月25日：建礼門院別当
- 寿永元年（1182年）10月3日：中納言
- 寿永2年（1183年）正月22日：権大納言
- 文治5年（1189年）7月10日：大納言
- 建久2年（1191年）3月28日：内大臣
- 建久5年（1194年）
  - 7月26日：内大臣を辞任
  - 12月15日：出家

## 系譜
- 父：藤原忠宗
- 母：藤原家保の娘
  - 同母兄：花山院忠雅
- 妻：藤原光房の娘
  - 長男：中山兼宗（1163-1242）
  - 男子：中山忠季（?-1196）
- 妻：平時忠の娘
  - 三男：中山兼季（1179-?） - 従三位、1243年出家
  - 男子：中山忠明（1183-?） - 従三位、1251年出家
- 生母不明
  - 男子：親覚（1156-1213）
  - 男子：雅明
  - 男子：中山忠輔
  - 男子：覚敒
  - 男子：親慶
  - 男子：覚紹
  - 長女：三条公房室
  - 女子：順徳院女房
  - 女子：宜秋門院御匣